# ابوالحسن داوودی
ابوالحسن داودی (زاده ۲۱ تیر ۱۳۳۴ در نیشابور) کارگردان، فیلم‌نامه‌نویس و تهیه‌کننده اهل ایران است. زادبوم، رخ دیوانه، تقاطع، مرد بارانی و هزارپا فیلم‌های قابل توجه او هستند. داودی فعالیت هنری را با نگارش نقد و مقالات سینمایی آغاز کرد. وی فعالیت سینمایی را سال ۱۳۶۵ با نگارش فیلمنامه فیلم پائیزان به کارگردانی رسول صدر عاملی، با همکاری فرید مصطفوی تجربه کرد. از دیگر فعالیت‌های داودی می‌توان به تأسیس دفتر تولید فیلم آرتا فیلم، نگارش مقاله‌های سینمایی و ریاست اسبق هیئت مدیره خانه سینمای ایران اشاره کرد.
رئیس هیات مدیره جدید انجمن تهیه‌کننده-کارگردان‌ها که در اسفند ماه سال ۱۴۰۲ معرفی شدند. وی در سی و سومین جشنواره فیلم فجر برنده سیمرغ کارگردانی و بهترین فیلم سال شد.

## کارگردان
| فیلم                    | سال ساخت | توضیحات |
| ----------------------- | -------- | --- |
| هزارپا                  | ۱۳۹۶     | دومین فیلم پرفروش تاریخ سینمای ایران                                                                             |
| رخ دیوانه               | ۱۳۹۳     | برنده سیمرغ بهترین فیلم جشنواره سی‌وسوم فیلم فجربرنده سیمرغ بلورین بهترین فیلم از نگاه تماشاگران                  |
| زمین انسان‌ها            | ۱۳۸۸     | سریال تلویزیونی محصول شبکه پنج سیما                                                                              |
| زادبوم                  | ۱۳۸۷     | کاندیدا بهترین فیلم جشنواره فیلم فجر ـ دوره بیست و هفتم                                                          |
| تقاطع                   | ۱۳۸۴     | کاندیدا بهترین کارگردانی جشنواره فیلم فجر ـ دوره بیست و چهارم کاندیدا بهترین کارگردانی جشن خانه سینما - دوره دهم |
| نان، عشق و موتور ۱۰۰۰   | ۱۳۸۰     | کاندیدا بهترین کارگردانی جشن خانه سینما - دوره ششم                                                               |
| مرد بارانی              | ۱۳۷۸     | کاندیدا بهترین فیلم جشنواره فیلم فجر ـ دوره هجدهم                                                                |
| بوی خوش زندگی           | ۱۳۷۳     | |
| من زمین را دوست دارم    | ۱۳۷۲     | |
| ایلیا، نقاش جوان        | ۱۳۷۱     | |
| جیب‌برها به بهشت نمی‌روند | ۱۳۷۰     | |
| سفر جادویی              | ۱۳۶۹     | |
| سفر عشق                 | ۱۳۶۷     | اولین فیلم در مقام کارگردان                                                                                      |

## نویسنده
| فیلم                   | سال ساخت | توضیحات                                              |
| ---------------------- | -------- | ---------------------------------------------------- |
| تقاطع                  | ۱۳۸۴     |                                                      |
| نان و عشق و موتور ۱۰۰۰ | ۱۳۸۰     | تندیس زرین بهترین فیلم‌نامه جشن خانه سینما - دوره دهم |
| مرد بارانی             | ۱۳۷۸     | به همراه داوود میرباقری                              |
| بوی خوش زندگی          | ۱۳۷۳     |                                                      |
| سفر جادویی             | ۱۳۶۹     |                                                      |
| سفر عشق                | ۱۳۶۷     |                                                      |
| پاییزان                | ۱۳۶۵     | اولین فیلم در مقام نویسنده                           |

## تهیه‌کننده
- زادبوم (۱۳۸۷)
- جزیره آهنی (۱۳۸۳)
- نان، عشق و موتور ۱۰۰۰ (۱۳۸۰)
- جیب‌برها به بهشت نمی‌روند (۱۳۷۰)

## جوایز
- برنده تندیس بهترین فیلم‌نامه (تقاطع) در دهمین دوره جشن خانه سینما - ۱۳۸۵

| جشنواره                                                        | قسمت                                       | نامزد                       | فیلم       | نتیجه    |
| -------------------------------------------------------------- | ------------------------------------------ | --------------------------- | ---------- | -------- |
| سی و سومین جشنواره فیلم فجر (بخش مسابقه سینمای ایران) ۱۳۹۳     | بهترین کارگردانی                           | ابوالحسن داوودی             | رخ دیوانه  | برنده    |
| بیست و هفتمین جشنواره فیلم فجر (بخش مسابقه سینمای ایران) ۱۳۸۷  | بهترین فیلم از نگاه ملی (پلاک طلایی سیمرغ) | ابوالحسن داوودی             | زادبوم     | برنده    |
| بیست و هفتمین جشنواره فیلم فجر (بخش مسابقه سینمای ایران) ۱۳۸۷  | بهترین فیلم                                | ابوالحسن داوودی             | زادبوم     | نامزدشده |
| بیست و هفتمین جشنواره فیلم فجر (بخش مسابقه سینمای ایران) ۱۳۸۷  | بهترین فیلمنامه                            | ابوالحسن داوودی-فرید مصطفوی | زادبوم     | برنده    |
| بیست و چهارمین جشنواره فیلم فجر (بخش مسابقه سینمای ایران) ۱۳۸۴ | بهترین کارگردانی                           | ابوالحسن داوودی             | تقاطع      | نامزدشده |
| هجدهمین جشنواره فیلم فجر (بخش مسابقه سینمای ایران) ۱۳۷۸        | بهترین فیلم                                | ابوالحسن داوودی             | مرد بارانی | نامزدشده |